# Miridiba hybrida
Miridiba hybrida är en skalbaggsart som beskrevs av Moser 1912. Miridiba hybrida ingår i släktet Miridiba och familjen Melolonthidae. Inga underarter finns listade i Catalogue of Life.